# Klaus Gjasula
Klaus Gjasula (14 grudnia 1989 w Tiranie) – albański piłkarz grający na pozycji defensywnego pomocnika, reprezentant Albanii. Uczestnik Mistrzostw Europy 2024.
Piłkarz posiada obywatelstwa albańskie i niemieckie. Jego rodzice urodzili się w Kosowie.

## Kariera klubowa
W sezonie 2008/2009 grał w barwach Freiburger FC. W sezonie 2009/2010 reprezentował barwy Bahlinger SC. W latach 2010–2012 grał w SV Waldhof Mannheim. W latach 2012–2013 był zawodnikiem drugiej drużyny MSV Duisburg. Od 2013 roku był graczem Kickers Offenbach. W 2016 roku Gjasula przeniósł się do Stuttgarter Kickers. W latach 2016–2018 reprezentował barwy Hallescher FC. Od 2018 roku jest graczem Paderborn. 13 czerwca 2020 roku poprawił rekord Tomasza Hajty w ilości żółtych kartek w jednym sezonie Bundesligi (17 kartek).

## Kariera reprezentacyjna
7 września 2019 roku zadebiutował w reprezentacji Albanii. W meczu przeciwko Francji zagrał 36 minut.
19 czerwca 2024 roku na Mistrzostwach Europy 2024, w meczu przeciwko Chorwacji, został pierwszym zmiennikiem w historii mistrzostw Europy i świata, który wszedł z ławki rezerwowych i strzelił gola oraz gola samobójczego.